# Canna (Itália)
Canna é uma comuna italiana da região da Calábria, província de Cosenza, com cerca de 863 habitantes. Estende-se por uma área de 20 km², tendo uma densidade populacional de 43 hab/km². Faz fronteira com Montegiordano, Nocara, Nova Siri (MT), Oriolo, Rocca Imperiale.

## Demografia
| Variação demográfica do município entre 1861 e 2011                               |
|                                                                                   |
| Fonte: Istituto Nazionale di Statistica (ISTAT) - Elaboração gráfica da Wikipedia |